# Atylostoma towadensis
Atylostoma towadensis là một loài ruồi trong họ Tachinidae.